# Rodrigo Bilbao
Rodrigo Martín Bilbao (Morón, Buenos Aires, Argentina, 3 de junio de 1975) es un entrenador y exfutbolista argentino de vasta trayectoria, tanto en el fútbol argentino como en el extranjero. Actualmente dirige a Berazategui de la Primera C.

## Trayectoria
Debutó el 12 de junio de 1994 en la derrota de Vélez Sársfield con San Lorenzo de Almagro (1-4).
Con Mineros de Guayana jugó la Copa Libertadores 2005.

## Clubes

### Como jugador
| Club                  | País      | Año       |
| --------------------- | --------- | --------- |
| Vélez Sarsfield       | Argentina | 1994-1995 |
| Douglas Haig          | Argentina | 1995-1996 |
| Atlanta               | Argentina | 1996-1997 |
| Vélez Sarsfield       | Argentina | 1997-1999 |
| Tigre                 | Argentina | 1999-2000 |
| UE Lleida             | España    | 2000-2001 |
| C.F. Ciudad de Murcia | España    | 2001-2002 |
| Tigres                | México    | 2001-2002 |
| Instituto             | Argentina | 2002-2003 |
| Almagro               | Argentina | 2003-2004 |
| Huracán               | Argentina | 2004      |
| Mineros de Guayana    | Venezuela | 2005      |
| San Martín (Mendoza)  | Argentina | 2005-2006 |
| Sarmiento (Junín)     | Argentina | 2006-2007 |
| Atlanta               | Argentina | 2007-2008 |
| Acassuso              | Argentina | 2008-2009 |
| Fénix                 | Argentina | 2009-2010 |
| Talleres (RdE)        | Argentina | 2010-2011 |
| Leandro N. Alem       | Argentina | 2011-2012 |

### Como entrenador
| Club                | País      | Año       |
| ------------------- | --------- | --------- |
| Talleres (RdE)      | Argentina | 2013      |
| Club Atlético Mitre | Argentina | 2015      |
| Ferrocarril Midland | Argentina | 2016-2018 |
| Deportivo Merlo     | Argentina | 2018-2019 |
| Deportivo Español   | Argentina | 2019-2020 |
| Ferrocarril Midland | Argentina | 2020-2021 |
| General Lamadrid    | Argentina | 2023-2025 |
| Berazategui         | Argentina | 2025-act. |

## Palmarés

### Campeonatos nacionales
| Título           | Club            | País      | Año    |
| ---------------- | --------------- | --------- | ------ |
| Primera División | Vélez Sarsfield | Argentina | C-1998 |